# Villa Medicea di Lappeggi

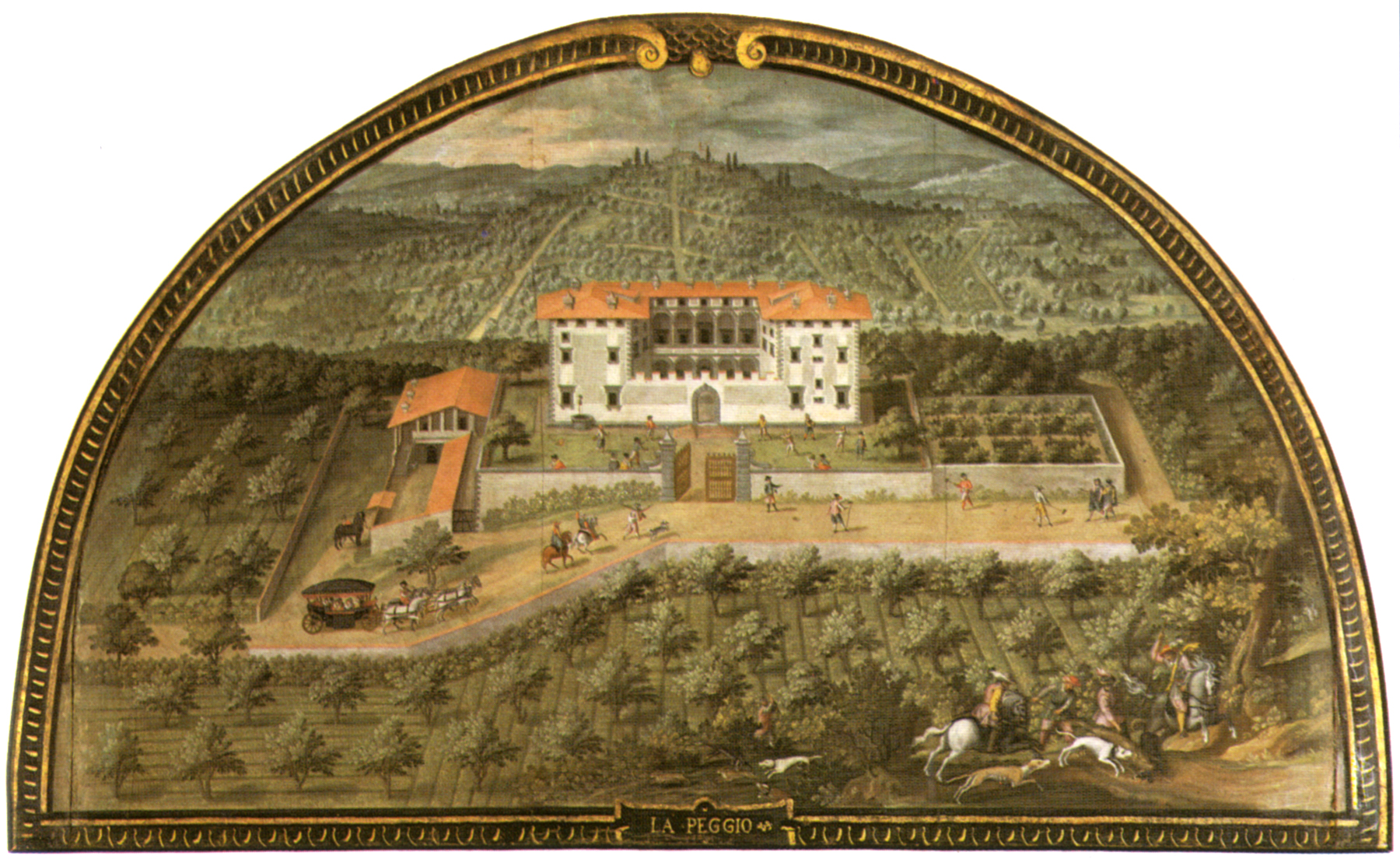
La Peggio, médaillon de Giusto Utens, Museo di Firenze com'era

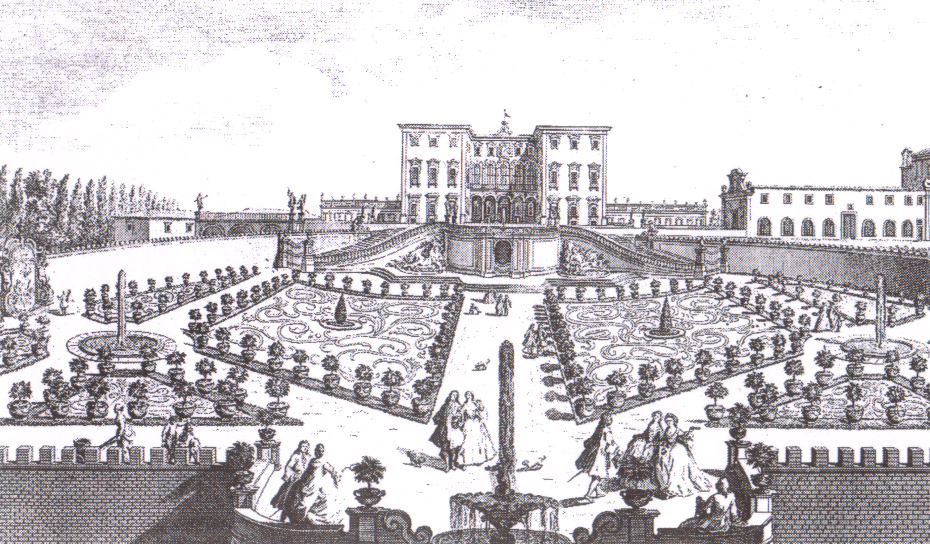
La Real Villa di Lappeggi, Giuseppe Zocchi, vue du temps de Carlo de' Medici

La Villa Medicea di Lappeggi (ou Appeggio ou La Peggio) est une villa médicéenne qui se situe entre les localités d'Antella et Grassina, frazioni de Bagno a Ripoli, au proche sud-est de Florence.

## Histoire
Prenant le nom du col sur lequel où se trouvait construite une demeure de la famille Bardi, elle est vendue, après divers changements de propriétaires, parmi lesquels Bartolini Salimbeni et les Ricasoli, au grand-duc François Ier de Médicis en 1569.
François Ier la confia aux bons soins de son architecte de cour Bernardo Buontalenti, qui la restructura dans la forme que l'on connaît par les peintures de Giusto Utens datant de 1599-1602 : un édifice en plan de fer à cheval, avec une cour centrale fermée, avec un accès par un portail principal sur son côté le moins haut, une façade ornée de deux loggiati superposés sur la façade principale. Le plan maquette de Utens représente les deux ailes qui menaient à la villa : le pavillon de chasse et l'espace de  jeux de balle.
Le jardin était constitué d'une partie murée avec des parterres géométriques, un pré et un pomario (verger) avec les arbres fruitiers, le tout entouré de champs cultivés.
Ferdinand Ier de Médicis l'a assignée à Don Antonio de Médicis, le fils illégitime de François Ier et de Bianca Cappello. Ensuite elle fut attribuée à Camilla Martelli, épouse morganatique de Cosme Ier de Toscane, après sa mort.
Elle passa ensuite à Giovanni Antonio Orsini, puis retourna dans les biens des Médicis en 1640, assignée à Don Mattias, frère du grand-duc  Ferdinand II de Médicis, qui, gouverneur à Sienne, n'y venait qu'occasionnellement, et à sa mort, passa au frère du nouveau grand-duc Cosme III de Médicis, le cardinal François Marie de Médicis qui la restructura avec l'aide de l'architecte de cour Antonio Maria Ferri.
Le jardin et la parc furent ainsi arrangés par une scénographie de terrasses, avec des boulevards délimités de massifs de laurier, des arbres à agrumes, des fontaines, des sculptures et des nymphées. La villa réorganisée  en quatre pavillons, chacun à une des couleurs du drapeau (jaune, turquoise, rouge et vert) dont les intérieurs sont décorés des principaux artistes du rococo  florentin : Alessandro Gherardini, Pier Dandini et le décorateur Rinaldo Botti.
La villa était le siège de la cour du cardinal, le siège de banquets, de fêtes et de divertissements souvent immodérés dans le climat de décadence du Settecento.
La villa fut enrichie ensuite d'un théâtre, d'un pavillon comme « Kaffeehaus » dans l'esprit de celui du jardin de Boboli et d'une salle de jeu de paume. Parmi ses hôtes illustres on compte en 1709 le roi Frédéric IV de Danemark.
De cette période dorée, il reste quelques descriptions et vues du graveur Giuseppe Zocchi.
Retournée au grand-duc Cosme III, à la perte de son fils Ferdinand III de Médicis en 1713, elle fut destinée à sa veuve Violante Béatrice  de Bavière. La descendance de la maison Médicis s'éteignant, Violante rassembla à la villa pendant une courte période des artistes et des hommes de lettres, et collectionna une série de portraits en  « chant du cygne » de cette époque.
Avec l'arrivée des Habsbourg-Lorraine à Florence, les villas suburbaines furent négligées et en partie aliénées. Ce sort toucha  Lappeggi, qui en 1816, fut vendue à la famille Capacci. Avec la démolition du niveau supérieur et la transformation du jardin ceci altéra pour toujours la grandeur initiale. Elle resta depuis entre des mains privées (comme le célèbre sculpteur Giovanni Duprè qui y habita en 1875).

## Sources
- (it) Cet article est partiellement ou en totalité issu de l’article de Wikipédia en italien intitulé « Villa medicea di Lappeggi » (voir la liste des auteurs).